# Euchromius bella
Euchromius bella là một loài bướm đêm trong họ Crambidae.